# عبد الكريم محمد كريدية
عبد الكريم محمد كريدية صحفي، وكاتب، مؤسس جريدة الجهاد السياسية اليومية اللبنانية، مستشار لحاكم قطر، ثم مستشار لحاكم الكويت، ونائب لنقابة الصحافة اللبنانية.

## ولادته ونشأته
ولد عبد الكريم محمد سليم كريديه في حوض ولاية بيروت سنة 1925 م، تلقى علومه في بطركية بيروت ثم تخرج من كلية الاعلام جامعة بغداد بمنحة من الأمير عبد الإله ابن الملك علي بن الشريف حسين الهاشمي سنة 1947 م، كتب في جريدة ‹ايسترن تايمز›، ل ميشال شيحا ثم أسس جريدة الجهاد سنة 1957 م.

## نشاطه السياسي
كتب في جريدة ‹ايسترن تايمز›، ل ميشال شيحا ثم أسس جريدة الجهاد سنة 1957 م.
انتقاد شديد وجريئ لنظام الحكم والبوليس السري في مصر ابان حكم الرئيس جمال عبد الناصر.
اعتقل بالقاهرة بعد مقالته الشهيرة التي حملت عنوان ‹صلاح نصر حاكم مصر وجمال عبد الناصر اخر من يعلم› ثم أفرج عنه الرئيس عبد الناصر بطلب من والده، وعادالى بيروت ليواجه نقمة من الرئيس كميل شمعون، الذي طلبه حي أو ميت، متهما ايه بانه أحد أهم المحرضين على حلف بغداد، الذي تسبب بثورة 1958 م.

الصورة سنة 1952 م يظهر فيها من اليسار الصحفي فريد أبو شهلا صاحب جريدة الجمهور ثم الصحفي عبدالكريم كريديه صاحب جريدة الجهاد ثم الصحفي سليم اللوزي صاحب مجلة الحوادث ثم رجل الاعمال حسن هرموش.

كان أحد أهم المساهمين بمناهضة حلف بغداد، واشعال ثورة 58 في بيروت ضد الرئيس كميل شمعون ممثل الحلف المذكور في لبنان.
عادالى بيروت ليواجه نقمة من الرئيس كميل شمعون، الذي طلبه حي أو ميت، متهما ايه بانه أحد أهم المحرضين على حلف بغداد، الذي تسبب بثورة 1958 م. فغادر إلى قطر عند صديقه الشيخ علي بن عبد الله آل ثاني، ليتولى منصب مستشاره السياسي، ثم غادر إلى الكويت بعد أن تنازل الاخير عن الحكم لصالح نجله أحمد، فستقبله صديقه هناك الشيخ عبد الله المبارك الصباح، وعينه مستشارا سياسيا له ساهم بتاسيس دستور الكويت 1961 م، ثم عاد إلى بيروت ليمارس نشاطة الصحفي، اعتزل الكتابة سنة 1971 م، وباع امتياز جريدته السياسية اليومية، للصحفي طلال سلمان، في 8 شباط - فبراير سنة 1973 م، حيث اصدر بامتيازها جريدة السفير اليومية السياسية في 24 اذار - مارس سنة 1974 م.

## صفاته
هذا وعرف عبد الكريم كريديه بمبادئه العلمانية، وبهدواء طبعه وقلمه الجارح في السياسة، وجرائة مواقفه وكرمه اللامحدود وتسامحه .

## وفاته
وافته المنية في القاهرة سنة 1988 م .